# Sever (tvornica elektromotora)
Sever je tvornica elektromotora iz Subotice. Po vlasničkoj strukturi je dioničko društvo.
Sjedište se nalazi na adresi Magnetna polja 6, Subotica. Tvrtka radi već više od 85 godina. U početku je proizvodila električne rotacijske strojeve. U desetljećima nakon drugog svjetskog rata je proširila proizvodni program.
Pokretač je i sudionik obnove ove tvornice je bivši subotički gradonačelnik Marko Bačlija.
Proizvodi i remontira industrijske i namjenske električne motore, crpke za vodu,  generatore niskog i visokog napona i drugo.  Radi poslove za potrebe kemijske industrije, vodoopskrbe, duhanske industrije, poljodjeljstva, prometa i za ina poduzeća. Upravna zgrada nalazila se u Žutoj kući.
Sever je imao izdvojeni pogon u Bajmaku, koji je proizvodio crpke za vodu.  Studenoga 2008. je najavljeno njegovo preseljenje u Suboticu. Ukupno je imao 11 pogona. Studenoga 2010., nakon privatizacije, prestao je samo pogon br. 3 i remontna služba.
Kao i s Fidelinkom i Bratstvom, i Sever je dospio onima kojima nije bio cilj organizirati, unaprijediti i razviti proizvodnju, nego kupiti ju što jeftinije, raspačati i prodati ili ugasiti ju, da bi se uništilo konkurenta, a prisvojilo njegovo tržište. Vlasti svih garnitura nisu ništa učinile da bi to spriječile. Unatoč obećanjima novih poslodavaca i vlasti, privatizacijom Severa otkaze je do studenoga 2010. dobilo 1700 radnika, a za preostalih 800 je bilo vrlo izvjesno da će i oni dobiti otkaze. Radi toga su mali dioničari najavili zabranu otuđenja i opterećenja imovine poduzeća, dok se ne riješi radničke tužbe protiv poduzeća zbog neisplaćenih dijelova zarade.

## Vanjske poveznice
- (engleski) Sever